# Concejo Deliberante de la Ciudad de Córdoba
El Concejo Deliberante de la ciudad de Córdoba (Argentina) es el órgano legislativo del municipio. Su forma de expresión es la ordenanza. Está compuesto por 31 concejales.

## Historia

### Antecedentes
El origen del Concejo Deliberante se remonta a los inicios de la propia historia de la nación. Durante la etapa de la organización nacional, el 3 de septiembre de 1856 se dicta en la legislatura de la provincia de Córdoba la primera Ley Orgánica Municipal. En esta norma se establece la constitución de un Concejo Administrativo con un presidente y vicepresidente; además se distribuyen las tareas legislativas en cinco comisiones.
Catorce años después, el 17 de septiembre de 1870, la entonces bicameral legislatura provincial, establece una nueva organización para la ciudad; el artículo 139 de la nueva Constitución provincial establecía la conformación de una Municipalidad compuesta de dos Concejos: uno Comunal Deliberativo, y otro, llamado Comunal Ejecutor.
El 24 de enero de 1871 el Poder Ejecutivo provincial llama a elecciones y el 8 de febrero asumieron funciones los primeros Concejos. Es de destacar que en aquel entonces la tarea legislativa era ad honorem, es decir, los miembros no cobraban honorarios ni dietas por el ejercicio de funciones públicas. Dicha remuneración estaba prohibida por la constitución.

### Se forma el concejo
En 1883, la constitución provincial es modificada nuevamente. En el ámbito municipal se crea un Departamento Ejecutivo, a cargo de una sola persona, el intendente,  y un Concejo Deliberante. El gobernador Miguel Juárez Celman nombra a Juan Manuel La Serna como intendente de la ciudad y también faculta al poder legislativo para que le asigne un sueldo. El primer presidente del órgano legislativo fue Dermidio A. de Olmos, quien ejerció solo un mes.
Durante la gestión de La Serna, el concejo tuvo poca actividad legislativa. Se destaca la compra de una finca ubicada en la esquina de las calles Deán Funes y la actual Rivera Indarte, destinada a la construcción del Palacio Municipal, luego vendida por el intendente Revol para albergar la legislatura de la provincia. La primera destitución de un intendente municipal se produjo el 13 de octubre de 1891, cuando el Concejo votó a favor de la destitución de Luis Revol por siete votos contra uno.

### Época contemporánea
Tras la dictadura militar autodenominada Proceso de Reorganización Nacional, con la restauración de la democracia en 1983, llevó un tiempo poder retomar el curso normal de las actividades ya que los antecedentes de trabajo legislativo, el mobiliario, y hasta el edificio del Concejo desaparecieron durante el proceso. Dicho edificio, en el que funcionaba el Concejo Deliberante, frente al Palacio 6 de Julio, fue demolido para construir la actual Plaza Italia. Hasta 1992 la sede del cuerpo legislativo se encontraba en la calle Avellaneda, frente al actual Tribunal de Faltas.
Durante esta época se crearon las escuelas municipales. En el período comprendido entre 1987 y 1991, la oposición comienza a ejercer un papel más relevante en un contexto de inestabilidad y crisis. Las relaciones entre el legislativo y el ejecutivo comunal fueron muy conflictivas, ya que se acentuaron los problemas económicos en general y en particular. Durante esta época se trataron temas importantes: el área de transporte público de pasajeros con el pago con cospel y tarjeta electrónica, la instalación del servicio de trolebuses, el nuevo Código de Tránsito, el frustrado intento por crear un ferrourbano, el Código de Espectáculos Públicos, con ordenamiento sobre expendio de bebidas alcohólicas, etc. Además se acordó la búsqueda de consolidación y funcionamiento del esquema de representatividad social.
Entre 1992 y 1993 se aprobaron 413 ordenanzas, de temas varios como: centros vecinales, servicios públicos como los ahora desaparecidos taxis diferenciales; transporte puerta a puerta; normas de bioseguridad para la prevención del sida; prohibición del expendio de bebidas alcohólicas a menores; Audiencias Públicas; geriátricos; Código de Espectáculos Públicos, entre otros. El 8 de noviembre de 1995 se dicta la Ley Suprema Municipal: la Carta Orgánica Municipal redactada por los convencionales constituyentes.
Luego de las elecciones nacionales y del recambio de ediles en 1995, se trataron temas como: el Código Electoral Municipal; la ordenanza que regula la Consulta Popular; la creación del Banco Municipal de Sangre; el Código de Espectáculos Públicos; la creación del Banco de Drogas Oncológicas; el Concejo Municipal de la Mujer; el Código de Tránsito; el Centro de Mediación Vecinal (CEMEVE), y el concurso de ingreso en la administración pública municipal, entre otros.
Luego en el período 1999–2003 se trataron temas como: “Córdoba 24h”; el Banco de Tejido Humano Municipal; la ordenanza de centros vecinales; la creación del cine club municipal y la educación para adultos en escuelas municipales, entre otras.
La actualidad del concejo lo encuentra en temas como la instalación de una red de subterráneos y de ferrourbano.

## El Concejo
Hacemos por Unidos por Córdoba: 16 escaños      Unión Cívica Radical: 9 escaños      Frente Cívico: 3 escaños      Frente de Izquierda y los Trabajadores - Unidad: 1 escaño      Ciudadanos: 1 escaño     Cordobeses por la Libertad: 1 escaño
El Concejo Deliberante de la ciudad se compone de 31 concejales elegidos mediante el sistema de representación proporcional, que asegura al partido más votado la mitad más uno de sus miembros. Los ediles duran cuatro años en sus funciones y pueden ser reelectos por una vez consecutiva. Para ser concejal se requiere:
- Ser argentino
- Mayor de edad al momento de su elección
- Tener dos años de residencia continua e inmediata anterior a la elección en el municipio.[2]

Tiene por funciones: promover actitudes o actividades para el desarrollo del municipio, dentro de diversas áreas (cultura, economía, urbanismo, educación, salud, etc). A su vez, estos proyectos, como en toda cámara legislativa, son tratados de acuerdo al tema en su respectiva comisión y sometidos a votación en la sesión correspondiente a ser tratado.
| Pretto, Javier (presidente)                                                        | Hacemos por Córdoba                       | Viceintendente de la Ciudad de Córdoba           |
| Trigo, Sandra                                                                      | Hacemos por Córdoba                       | Presidenta Provisoria del Concejo Deliberante    |
| Vázquez, Marcos                                                                    | Hacemos por Córdoba                       | Vicepresidente 1° del Concejo Deliberante        |
| Simonián, Martín                                                                   | Hacemos por Córdoba                       | Presidente del bloque de Hacemos por Córdoba     |
| Aparicio, Miriam                                                                   | Hacemos por Córdoba                       |                                                  |
| Bustamante, Valeria                                                                | Hacemos por Córdoba                       |                                                  |
| Casado, Diego                                                                      | Hacemos por Córdoba                       |                                                  |
| Mercado, Érika                                                                     | Hacemos por Córdoba                       |                                                  |
| Moreno, Ricardo                                                                    | Hacemos por Córdoba                       |                                                  |
| Ontivero, María Eva                                                                | Hacemos por Córdoba                       |                                                  |
| Romero, Mauricio                                                                   | Hacemos por Córdoba                       |                                                  |
| Rosales, Mónica                                                                    | Hacemos por Córdoba                       |                                                  |
| Altamira, Pedro                                                                    | Hacemos por Córdoba                       |                                                  |
| Pedrocca, Gustavo                                                                  | Hacemos por Córdoba                       |                                                  |
| Pérez, Rossana                                                                     | Hacemos por Córdoba                       |                                                  |
| Piloni, Nicolás                                                                    | Hacemos por Córdoba                       |                                                  |
| Zarazaga, Soledad                                                                  | Hacemos por Córdoba                       |                                                  |
| Caffarati, Elisa                                                                   | Unión Cívica Radical                      | Presidenta del bloque de la Unión Cívica Radical |
| Piguillem, Sergio                                                                  | Unión Cívica Radical                      | Vicepresidente 2° del Concejo Deliberante        |
| Luján, Claudia                                                                     | Unión Cívica Radical                      |                                                  |
| Gutiérrez, Fabiana                                                                 | Unión Cívica Radical                      |                                                  |
| Garade Panetta, Verónica                                                           | Unión Cívica Radical                      |                                                  |
| Balastegui, Juan                                                                   | Unión Cívica Radical                      |                                                  |
| El Sukaria, Soher (En uso de licencia desde 2024. Su lugar lo ocupa Fiser, Ángela) | Unión Cívica Radical                      |                                                  |
| Agüero Díaz, Luciano                                                               | Unión Cívica Radical                      |                                                  |
| Fabre, Javier                                                                      | Unión Cívica Radical                      |                                                  |
| Villata, Graciela                                                                  | Frente Cívico                             | Presidenta del bloque del Frente Cívico          |
| Juez Corte, Martín                                                                 | Frente Cívico                             | Vicepresidente 3° del Concejo Deliberante        |
| Romero Vázquez, José María                                                         | Frente Cívico                             |                                                  |
| Huespe, Gabriel                                                                    | Ciudadanos                                |                                                  |
| Rovetto Yapur, Jésica                                                              | Cordobeses por la Libertad                |                                                  |
| Vilches, Laura                                                                     | Frente de Izquierda y de los Trabajadores |                                                  |

## Presidentes del Concejo Deliberante y Viceintendentes[4]

### Presidentes del Concejo Deliberante de la ciudad de Córdoba (1983-1999)
- 1983-1987: Fernando Montoya (UCR)
- 1987-1991: Alberto Carlos Gatti (UCR)
- 1991-1995: Héctor Sander  (UCR)
- 1995-1999: Alfredo Félix Blanco (UCR)

### Viceintendentes de la ciudad de Córdoba (1999-presente)
| N.° | N.°                                                                           | Nombre                  | Partido | Período                 | Período                 | Intendente          |
| --- | ----------------------------------------------------------------------------- | ----------------------- | ------- | ----------------------- | ----------------------- | ------------------- |
| 1   |                                                                               | Adán N. Fernández Limia | UPC     | 10 de diciembre de 1999 | 10 de diciembre de 2003 | Germán L. Kammerath |
| 2   |                                                                               | Daniel O. Giacomino     | PN-FC   | 10 de diciembre de 2003 | 10 de diciembre de 2005 | Luis A. Juez        |
| 3   | [[File:CarlosVicente.JPG\|200px\|alt={{{Alt\|{{{descripción}}}]]              | Carlos H. Vicente       | FC      | 10 de diciembre de 2007 | 10 de diciembre de 2011 | Daniel O. Giacomino |
| 4   |                                                                               | Marcelo A. Cossar       | UCR     | 10 de diciembre de 2011 | 10 de diciembre de 2015 | Ramón J. Mestre     |
| 5   |                                                                               | Felipe Lábaque          | PRO     | 10 de diciembre de 2015 | 10 de diciembre de 2019 | Ramón J. Mestre     |
| 6   | [[File:Daniel Alejandro Passerini.jpg\|150px\|alt={{{Alt\|{{{descripción}}}]] | Daniel A. Passerini     | HUPC    | 10 de diciembre de 2019 | 9 de diciembre de 2023  | Martín M. Llaryora  |
| 7   |                                                                               | Javier Pretto           | HUPC    | 9 de diciembre de 2023  | En el cargo             | Daniel A. Passerini |